# Марк Рајланс
Сер Дејвид Марк Рајланс Вотерс (енгл. David Mark Rylance Waters, Ешфорд, Кент, 18. јануар 1960) енглески је глумац, драматург и позоришни редитељ. Био је први уметнички директор Шекспировог театра у Лондону, између 1995. и 2005. године.
За улогу официра совјетске обавештајне службе Рудолфа Абела у филму Мост шпијуна Стивена Спилберга из 2015. године добио је Оскара и БАФТА награду за најбољег глумца у споредној улози.